# Liste der Monuments historiques in La Motte-Tilly
Die Liste der Monuments historiques in La Motte-Tilly führt die Monuments historiques in der französischen Gemeinde La Motte-Tilly auf.

## Liste der Bauwerke
| Bezeichnung              | Beschreibung                                          | Standort | Kennzeichnung | Schutzstatus   | Datum     | Bild           |
| ------------------------ | ----------------------------------------------------- | -------- | ------------- | -------------- | --------- | -------------- |
| Schloss La Motte-Tilly   | Schloss mit Ehrenhof, Park und Nebengebäuden, ab 1755 | (Lage)   | PA00078162    | Inscrit Classé | 1943 1946 | weitere Bilder |
| Kirche St-Pierre-St-Paul | 16. bis 18. Jahrhundert                               | (Lage)   | PA00078163    | Inscrit        | 1962      | weitere Bilder |

## Liste der Objekte
| Bezeichnung                                  | Beschreibung                               | Standort                               | Kennzeichnung | Schutzstatus | Datum | Bild |
| -------------------------------------------- | ------------------------------------------ | -------------------------------------- | ------------- | ------------ | ----- | ---- |
| Wandschirm Kaiser Napoleon III. auf der Jagd | bemaltes Papier auf Holzrahmen, um 1860    | im Château La Motte-Tilly (Lage)       | PM03000661    | Classé       | 1996  |      |
| Epitaph des Abbé Terray                      | Marmor, von Félix Lecomte ausgeführt, 1780 | in der Kirche St-Pierre-St-Paul (Lage) | PM10001310    | Classé       | 1919  |      |